# Lago salado de Lárnaca
El lago salado de Lárnaca (en griego, Αλυκή Λάρνακας) queda al oeste de la ciudad de Lárnaca. Es una compleja red de cuatro lagos salados (3 de ellos interconectados) de diferentes tamaños. El lago más grande es el lago Aliki, seguido por el lago Orphani, el lago Soros y el lago Spiro. Forman el segundo lago salado por tamaño en Chipre después del lago salado de Limasol. La superficie total de los lagos añade 2,2 km² y que estando justo frente a la carretera que lleva al Aeropuerto Internacional de Lárnaca es uno de los más señalados hitos de la zona. Está considerado uno de los más importantes humedales de Chipre y ha sido declarado sitio Ramsar, sitio Natura 2000, área de especial protección bajo el Convenio de Barcelona. y una zona importante para aves (IBA). Está rodeado por zona arbustiva halófita y a sus espaldas queda el Hala Sultan Tekke, uno de los más sagrados santuarios dentro del Islam otomano. Alberga tumba de Umm Haram, nodriza de Mahoma.
Junto a su belleza pintoresca, el lago es el hogar de 85 especies de aves acuáticas, con poblaciones calculadas entre 20.000–38.000.[cita requerida] Es uno de los lugares de paso más importantes para la migración a través de Chipre. Entre ellos están 2.000–12.000 flamencos (Phoenicopterus ruber) que pasan los meses de invierno allí alimentándose de poblaciones de Artemia salina. Otras especies importantes de aves son Grus grus, Charadrius alexandrinus, Larus ridibundus, Himantopus himantopus, Burhinus oedicnemus, Hoplopterus spinosus, Oenanthe cypriaca y Sylvia melanothorax.[cita requerida]